# Война за независимость Венгрии (1848—1849)

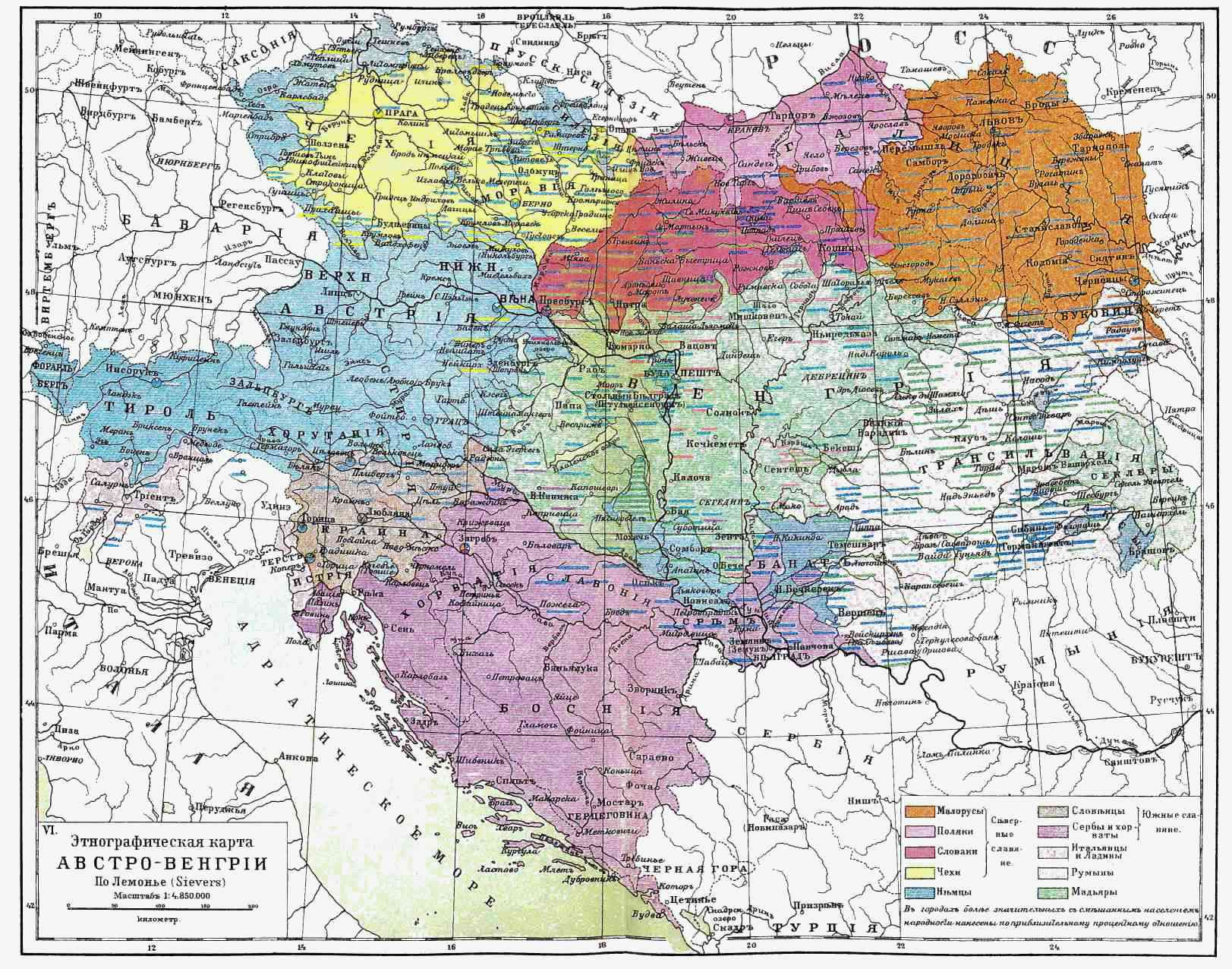
Этническая карта Австро-Венгрии

Война за независимость Венгрии (1848—1849) (венг. 1848–49-es forradalom és szabadságharc) — боевые действия венгерской революционной армии против австрийских императорских войск, поддержанных славянским ополчением и Российской императорской армией генерал-фельдмаршала И. Ф. Паскевича.
В дореволюционных русских источниках это событие именовалось Венгерской войной, Австро-венгерской войной, усмирением Венгрии, усмирением Венгрии и Трансильвании и Венгерским походом.

## Начало
Венгерская революция началась 15 марта 1848 года. Новое правительство Баттьяни провело комплексные государственные реформы, так называемые апрельские или мартовские законы, направленные на создание в Венгрии демократического государства. Однако, когда новое правительство приступило к своим обязанностям, возникло сильное панславянское движение, которое в конечном итоге стремилось отделить славянские части страны от Венгерского королевства. Хорватия, до этого входившая в состав Венгерского королевства, не спрашивая одобрения Венгерского национального собрания, решительно отвергла политику мадьяризации и стала создавать армию, достигшую к осени численности около 55 000 человек. В то же время сербские и боснийские нерегулярные формирования стали угрожать южной границе Венгрии. В назревающем конфликте с национальными интересами сербов в Банате и Бачке, а также с немцами и румынами в Трансильвании венгерские революционеры увидели возможность мобилизовать гонвед (ополчение) и создать собственную армию. С июня 1848 года начались столкновения с сербами, а затем также с хорватами, румынами, словаками, русинами и трансильванскими саксами.
После того как императорский двор отстранил от управления делами умалишенного Фердинанда I, он не признал венгерское правительство Баттьяни и стал готовиться к открытой борьбе с революционной Венгрией. В страну был послан фельдмаршал-лейтенант Франц Ламберг, чтобы установить контроль над всеми воинскими частями, и одобрено движение войск Йосипа Елачича на Буду и Пешт. Это спровоцировало радикалов, которые убили Ламберга. После его убийства императорский двор распустил венгерский сейм и назначил Елачича регентом. Венгерское правительство, в свою очередь, открыто приступило к набору добровольцев в новую венгерскую армию. Война между Австрией и Венгрией официально началась 3 октября 1848 года.

## Участники

### Венгерская армия
7 мая 1848 года венгерское правительство утвердило сформирование 10 батальонов гонведов (10 000 человек); 29 июня объявлен набор 200 000 человек, из которых 40 000 немедленно; в августе было постановлено учреждение подвижной национальной гвардии в 32 000 человек. В сентябре в распоряжении венгерского правительства было всего 18 000 человек; в октябре численность венгерских войск возросла до 25 000. К моменту вступления в войну главных сил русских численность венгерской армии значительно возросла: всего было регулярных войск (из состава австро-венгерской армии) 25 батальонов, 18 гусарских полков (144 эскадронов), 50 батарей (400 орудий); гонведа-ополчения — 147 батальонов, итальянский и польский легионы; общее количество войск достигло 190 000 человек.
Главные силы венгров были распределены следующим образом:
- Армия Гёргея — 58 тыс. человек — располагалась в западной Венгрии[10];
- Отряд Клапки — 18 000 человек — около Нейзоля и Розенберга;
- Отряд Дембинского — 30 тыс. человек — около Лейтшау в Словакии;
- Отряд Дамьянича — 15 000 человек — Кашау;
- Отряд Бема — 30 000 человек — располагался в Банате и нёс охрану горных проходов в Трансильванию;
- Отряд Перцеля — 10 000 человек — был в Зомборе у Надькюртёша.

### Австрийская императорская армия
Главные силы австрийских войск (около 65 000 человек), под началом князя Виндишгреца, перед началом военных действий имели состав:
- 1-й пехотный корпус (фельдмаршал-лейтенант Елачич) — 16 батальонов, 24 эскадрона, 52 орудия (21 418 человек);
- 2-й пехотный корпус (фельдмаршал-лейтенант граф Врбна) — 17,3 батальонов, 7 эскадронов, 54 орудия (20 358 человек);
- 3-й (резервный) корпус (фельдмаршал-лейтенант Сербеллони) — 5 батальонов, 25 эскадронов, 108 орудий (15 250 человек);
- Гарнизон Вены — 17 батальонов, 10 эскадронов, 36 орудий (22852 человек).

### Российская армия
- 2-й корпус генерал-лейтенанта Купреянова — 4, 5, 6-я пехотные, 2-я лёгкая кавалерийская и 2-я артиллерийская дивизии (48 967 человек);
- 3-й корпус генерал-адъютанта Ридигера — 7, 8, 9-я пехотные, 3-я лёгкая кавалерийская и 3-я артиллерийская дивизии (44 928 человек);
- 4-й корпус генерала от инфантерии Чеодаева — 10, 11, 12-я пехотные, 4-я лёгкая кавалерийская и 4-я артиллерийская дивизии (20 тыс. человек)[11];

Общая численность русских военных сил, составила, таким образом, около 106 000 чел.
5-й корпус генерал-адютанта Лидерса, (14 и 15-я пехотные, 5-я лёгкая кавалерийская и 5-я артиллерийская дивизии и 3-й казачий Донской полк — 28 676 человек) по соглашению с Турцией, находился в командировке в Дунайских княжествах для обеспечения там порядка. 9-я пехотная дивизия Панютина (11 тыс. штыков и 48 орудий) располагалась у южных границ Царства Польского и была назначена в поход для усиления австрийских войск.

## Первые сражения
В конце сентября генерал Янош Мога был назначен главнокомандующим венгерской армией. В конце сентября хорватские контингенты под командованием Елачича двинулись на Пешт через Штульвайсенбург, но в сражении при Пакозде у озера Веленце 29 сентября были остановлены молодой венгерской армией. Елачич заключил временное перемирие с венграми и немедленно отправился в восставшую 6 октября Вену. В это же время венгерская бригада под командованием Артура Гёргея с отрядом полковника Мора Перцеля была отправлена на остров Чепель. Вместе они вынудили имперские войска под командованием генерал-майора Рота капитулировать 7 октября под Озорой.
Венгерские войска двинулись в наступление на Вену, чтобы поддержать восставших, отражавших атаки войск фельдмаршала Виндишгреца, но 30 октября были разбиты у местечка Швехат (в нескольких км к югу от Вены) и отступили к Пресбургу. 31 октября, вернув контроль над столицей Веной, Виндишгрец с основной армией был отправлен в Венгрию, чтобы устранить последнюю угрозу империи. После поражения при Швехате побежденный генерал Мога, главнокомандующий венгерских войск, был заменен 15 ноября более способным Артуром Гёргеем, который получил звание генерала.

## Зимняя кампания 1848—1849 годов

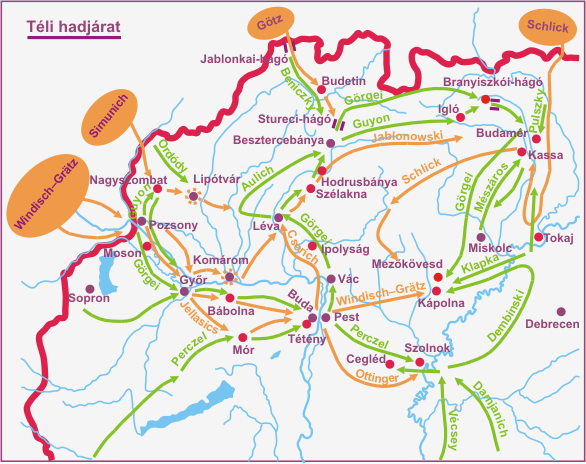
Зимняя кампания 1848–1849 годов

2 декабря император Фердинанд отказался от трона в пользу племянника эрцгерцога Франца-Иосифа, который, посоветовавшись со своим премьер-министром принцем Феликсом цу Шварценбергом, призвал к военным действиям против венгров. Виндишгрец начал контрнаступление 15 декабря 1848 года. В районе Вены его основная армия была разделена на три корпуса: 1-й корпус под командованием Елачича, 2-й корпус под командованием Ладислава фон Врбна-Фройденталя и 1-й резервный корпус графа Фердинанда Сербеллони, около 37 500 пехоты, 6000 кавалерии, 238 орудий, и двинулась на восток в сторону Прессбурга.
Под командованием фельдмаршал-лейтенанта Бальтазара фон Симуниха еще 4500 солдат стояли на моравской границе и прикрывали левый фланг главной армии с гарнизонами в Трнаве и Липотваре. Венгерская Дунайская армия должна была отступить перед основной австрийской армией к Визельбургу. 16 декабря крайне правое крыло Виндишгреца смогло занять Шопрон; армия Гёргея отступила к Капувару.
На перевале Яблунка подполковник Карл Гётц с 800 человек поддерживали связь со словаками, восставшими против венгров. 8-тысячный австрийский корпус под командованием генерала Франца фон Шлика 6 декабря через перевал Дукла ворвался в северную Венгрию из Галиции, без боя занял Бардеёв и 9 декабря Эпериес. Чтобы остановить Шлика, венгерская дивизия (9 000 человек) закрепилась, чтобы защитить Кашшу, на выгодных высотах. Шлик успешно атаковал плохо оснащенную венгерскую часть и 11 декабря без сопротивления занял Кашшу. 15-го числа под Шишко австрийцы столкнулись с венгерским подкреплением, переброшенным военным министром генералом Лазаром Месарошем. Отряд Шлика устоял, но был вынужден отступить из-за численного превосходства противника и потерь от лютого холода. Когда было достигнуто численное превосходство, генерал Месарош также попытался отбить потерянную Кашшу, но 4 января 1849 года был разбит Шликом, при этом венгры потеряли 10 орудий и 500 пленных.
16 декабря Йосип Елачич также перешёл границу и разгромил венгерские войска в битве при Море, а позднее занял Мошонмадьяровар и Дьёр.
5 января 1849 года австро-хорватские войска (Виндишгрец, Елачич) захватили Пешт. Лидеры венгерского мятежа бежали в Дебрецен. Главная масса венгерских войск (16 000), под началом Гёргея, отошла после этого к Вайцену, а остальная (до 10 000), под началом Перцеля, к Сольноку (Северный Альфёльд).
К февралю 1849 года венгерские силы смогли объединиться и собраться на верхней Тисе. Главным начальником всех революционных войск был выбран поляк Дембинский. Однако в сражении 14—15 февраля при Капольне у Фюзешабони Дембинский был разбит, и войска его отступили. Фронт стабилизировался на реке Тиса.

## Война в Трансильвании (1848—1849)

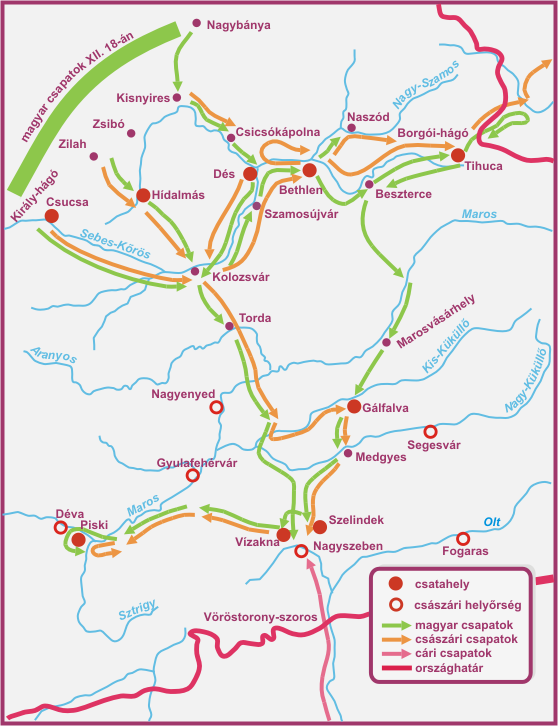
Действия войск Ю. Бема зимой 1849 года в Трансильвании

В юго-восточном княжестве Трансильвания шла настоящая гражданская война между венграми и жившими там румынами и трансильванскими саксами. Командующий генерал Антон Пухнер уже 18 октября 1848 года ввёл в провинции военное положение; у него было около 4500 призывников в районе Сибиу, и он завербовал еще 5000 румын, чтобы усилить себя. Полковник Карл фон Урбан, верный императору, отказался подчиниться венграм; он остался верен Габсбургам с 1500 пограничными солдатами и немедленно попытался подавить восстание около 10 000 секлеров в районе Харгиты. Последовавшая за этим малая война характеризовалась нападениями на мирное население и велась крайне жестоко с обеих сторон.
Венгры создали значительную вооружённую группировку, которая командованием польского эмигранта генерала Юзефа Бема к декабрю овладела всей Трансильванией. Австрийские гарнизоны оказались отрезанными от основной части империи. Лояльность австрийскому императору сохранили населённые местными немцами города Кронштадт и Германштадт. После битвы при Германштадте (21 января) имперцы не смогли справиться с тактическим мастерством и партизанской войной противостоящего им Бема. После призыва Пухнера о помощи с разрешения российского императора Николая I в конце января 1849 года два небольших отряда генерал-майора Энгельгардта (3 батальона, 2 сотни и 8 орудий) и полковника Скарятина (4 батальона, 5 сотен и 8 орудий) вступили в Трансильванию и заняли Кронштадт и Германштадт. Карл Маркс в Новой Рейнской газете писал о «вторжении русских в Трансильванию» как о «реализации идеи панславизма». Появление отряда Скарятина у Германштадта 23 января высвободило имперские войска, которые 4 февраля 1849 года выиграли сражение при Визакне и отбросили Бема к реке Марош. В свою очередь, Бем, получивший подкрепления, 9 февраля одержал победу в сражении при Пишки.
В начале марта войска Бема (5700 человек, 820 всадников, 30 орудий) потерпели поражение от войск Пухнера в трёхдневном сражении при Медиаше и вынуждены были 4 марта отступить к Сигишоаре. Бем привлёк подкрепление секлеров и с 12-ти тысячным отрядом 11 марта штурмом взял Германштадт, который плохо защищала русская бригада Скарятина. Сменивший заболевшего Пухнера Калиани отвёл австрийские войска к Брашову, куда и направился Бем. После того, как 19 марта Бем без сопротивления занял Брашов, австрийцы были отрезаны от своего тыла и вынуждены были перейти через границу в Валахию вместе с русскими отрядами. Благодаря этим победам Бем вновь стал хозяином всей Трансильвании. Лишь окрестности Бистрицы на крайнем северо-востоке ещё находились в руках императорских войск.

## Весенняя кампания 1849 года

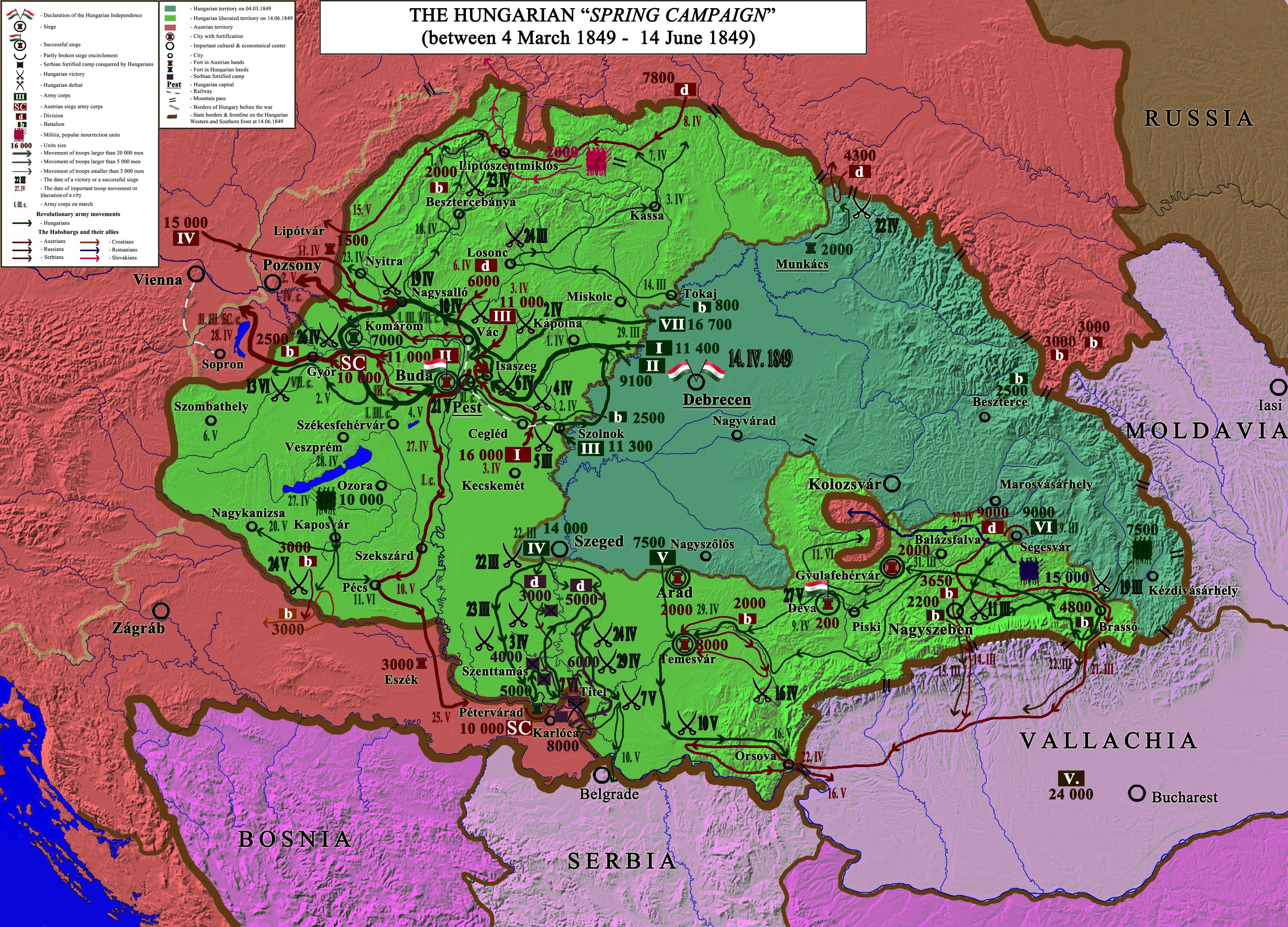
Весенняя кампания 1849 года

С марта по май венгерская революционная армия (47 500 человек, 198 орудий) под командованием генерала Артура Гёргея провела весеннее наступление, в результате которого нанесла поражение численно и тактически превосходящей (55 000 солдат и 214 пушек и ракет) имперской армии Виндишгреца, и, после его отставки, Людвига фон Вельдена в серии побед. Венгры выиграли сражения при Сольноке (5 марта), Хатване (2 апреля), Тапиобичке (4 апреля), Ишасеге (6 апреля), Ваце (10 апреля), Надьшалло (19 апреля), 24 апреля заняли Пешт, 26 апреля освободили крепость Комаром от длительной австрийской осады, затем 21 мая взяли штурмом Будайскую крепость.
На других театрах военных действий венгры также одержали победы над врагами революции и освободили большую часть своей страны от власти Габсбургов. В первых числах мая они контролировали уже всю Словакию. В Трансильвании венгерская армия во главе с Юзефом Бемом после победы над австро-русскими войсками в битве при Надьшебене 11 марта освободила большую часть территории провинции (кроме крепостей Дьюлафехервар, Дева и трансильванского центрального нагорья, удерживаемого румынскими повстанцами). На юге Венгрии венгры во главе с Мором Перцелем и Бемом нанесли поражение сербским повстанцам и австрийским войскам, освободив провинции Бачка и Банат, кроме крепостей Темешвар и Титель. На юге Задунайского края народное восстание под предводительством Гаспара Нослопи также привело к освобождению этого региона от имперской оккупации. 28 апреля венгерские отряды заняли Дьёр.
Войска Габсбургов и их союзников остались лишь в самой западной территориальной полосе Венгрии, Хорватии и крепости Арад. Также результатом побед Весенней кампании стала Декларация независимости 14 апреля 1849 года, что привело к полной независимости Венгрии. Лайош Кошут заявил о намерении взять Вену к 10 мая.

## Начало русской интервенции
Ещё в апреле 1849 года австрийское правительство, опасавшееся наступления венгров на Вену, добилось спешной присылки туда пехотной дивизии генерала Панютина. Дивизия была перевезена по варшавско-венской железной дороге из Кракова в Унгариш-Градиш (Чехия) в период с 27 апреля по 3 мая.
21 мая 1849 года в Варшаве российским императором Николаем I и австрийским императором Францем Иосифом I был достигнут договор, согласно которому Россия обязалась направить войска численностью в 140 тысяч человек для борьбы с революцией в Венгрии.
Основные силы русской армии под началом генерал-фельдмаршала князя Варшавского графа Паскевича-Эриванского двинулись в Австрийскую империю через Галицию (Львов-Пшемысль) и 3 (15) июня 1849 года, миновав Дукельский перевал, вошли на территорию Венгрии. Объединённые на венгерской земле русские и австрийские части вместе насчитывали более 358 000 человек, что вдвое превышало численность венгерской армии.
8 (20) июня 1849 года русские войска достигли Бардейов (Бартфельд). 11 (23) июня 1849 года они вошли в Прешов (Эпериес). 25-тысячный корпус Дембинского отступил под напором русской армии к Мишкольцу. 12 (24) июня 1849 года русские войска без боя вступили в Кошице (Кашау). 16 (28) июня 1849 года русские войска заняли Токай, где среди солдат вспыхнула эпидемия холеры.
18 (30) июня 1849 года авангард русской армии вступил в Мишкольц (Северная Венгрия). Затем 2-й и 3-й русские корпуса выступили из Мишкольца. К этому времени войска получили 25-дневный запас продовольствия. Для обеспечения тылового пути, проходившего по шоссе Мишкольц—Кашау—Бартфельд—Дукля, к охранявшему его отряду генерала Сельвана (10 батальонов, 18 орудий и 3 эскадрона и сотни) было приказано присоединиться отряду Остен-Сакена (8 батальонов, 12 эскадронов, 4 сотни и 32 орудия), а промежуточную базу в Галиции занять 2-му резервному кавалерийскому корпусу.
21 июня (3 июля) 1849 года передовые части русской армии достигли города Дебрецен.

## Июньская кампания

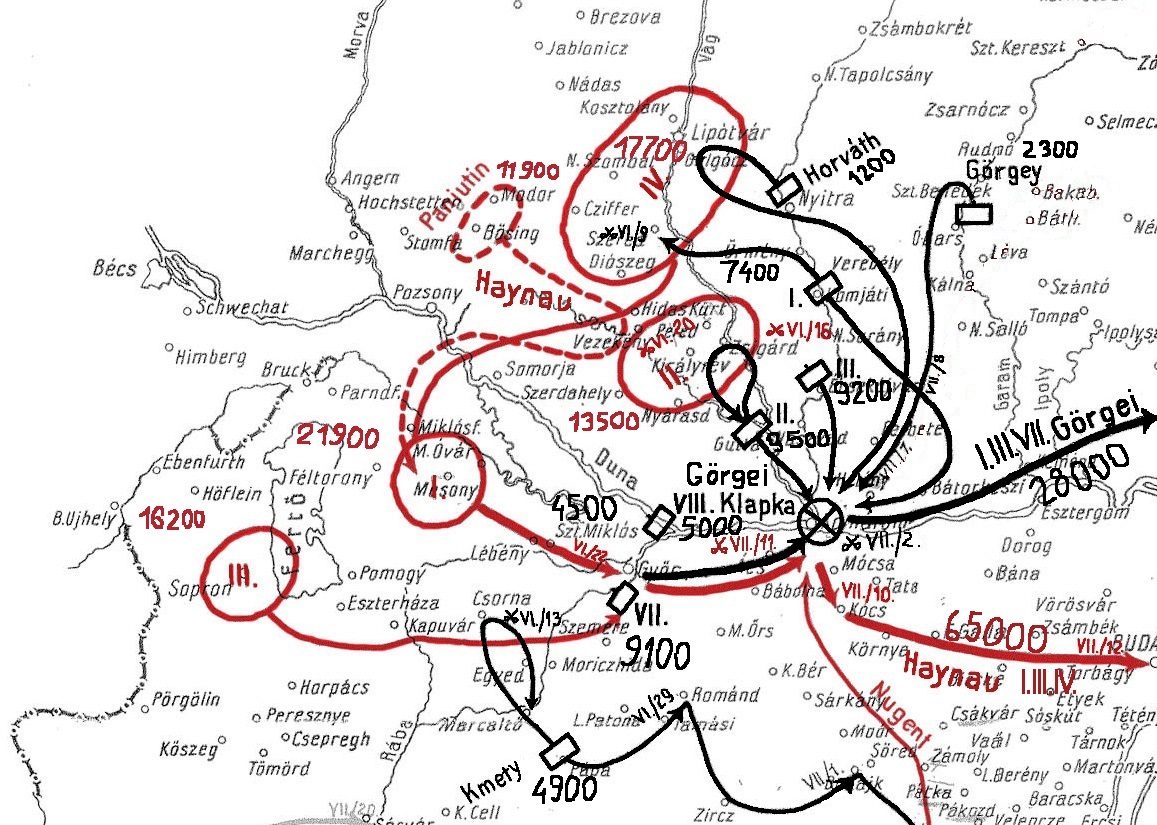
Июньская кампания. Западный фронт

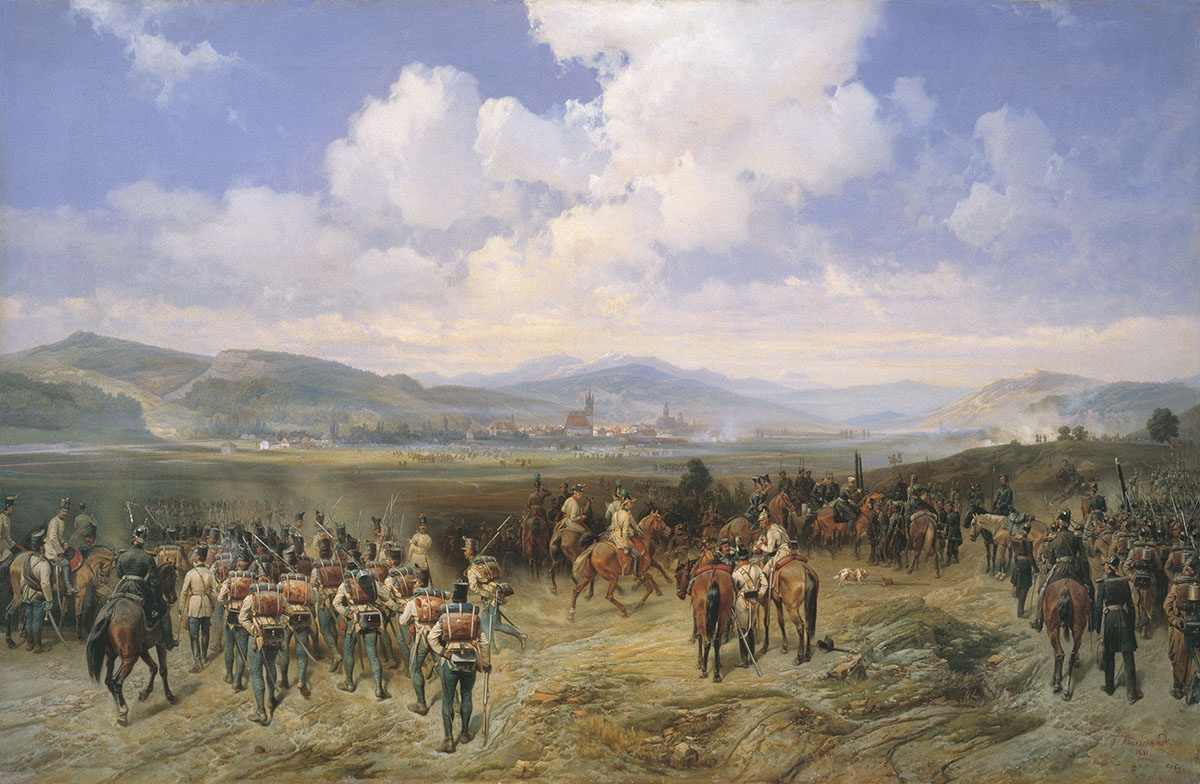
Б. П. Виллевальде. Эпизод русско-венгерской войны 1849. Сражение при Быстрице

Венгерские армии в начале Июньской кампании насчитывали 150 000 солдат, 464 полевых и 393 крепостных орудия. Гёргей планировал как можно быстрее атаковать австрийские войска на западной границе Венгрии силами I, II, III и частей VIII корпусов (почти 51 000), находившихся на левом берегу реки Дунай, в то время как остальная часть его войск должна была защищать линию, основанную на реках Раба и Маркал. Главная австрийская армия в начале июня была расположена на фронте в 160 км между городами Дьёр и Тренчин (в долине верхнего Вага). Главная квартира находилась в Братиславе (тогда — Пресбург). Дивизия Панютина — в Бёзинге и Модерне (в 20 верстах от Пресбурга). Союзники имели 83 тысяч солдат (71 тысяча австрийцев и 12 тысяч русских) и 336 орудий.
13 июня венгерская дивизия полковника Дёрдя Кмети атаковала южнее Дуная и нанесла поражение австрийцам в бою при Чорне. 16 июня полковник Лайош Ашбот, командующий II корпусом, насчитывавшим около 8000 солдат, начал наступление на Перед, но, несмотря на первоначальные успехи, в сражении при Жигарде потерпел поражение. I-й корпус генерал-майора Йожефа Надьшандора атаковал австрийский укреплённый лагерь у Семпте, но тоже потерпел поражение. Услышав об этих поражениях, Гёргей решил повторить атаку на Перед, но с большим количеством войск (18 000 человек, 60 орудий). В завязавшемся двухдневном сражении (20-21 июня) он потерпел поражение от союзников (22 000 человек при 96 орудиях) и вынужден был отступить к Недьеду, а затем за Вах.
После этого сражения из-за неэффективности своей разведки венгры не могли узнать о планах Гайнау атаковать южнее Дуная, поэтому он смог перебросить свои войска на другой берег реки, атаковать 27-го дивизию Кмети при Ихасе, а затем 28-го VII-й венгерский корпус, занимавший укрепления у Дьёра. После упорного сражения венгры отступили к Комарому. Гайнау удалось загнать венгерские войска в линию укреплений и начать приготовления с целью наступления на венгерские столицы.
Во время этих событий Гайнау получил сведения о приближении русской армии к Пешту. 30 июня австрийцы у Буды, и летучий русский отряд графа Адлерберга у Пешта вступили в связь.

## Июльская кампания

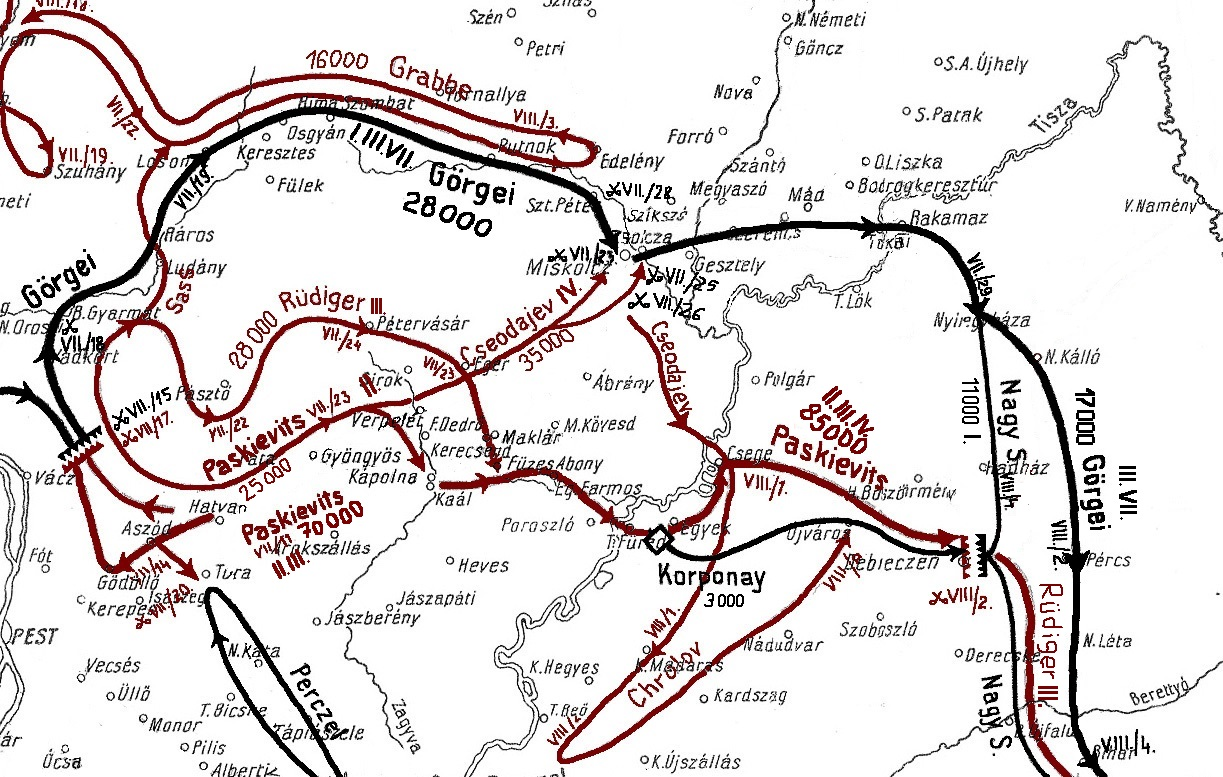
Марш-манёвр армии А. Гёргея в июле 1849 года

Не будучи вовремя замеченной венграми, имперская армия обложила крепость Комаром с трёх сторон, не дав дунайской армии Гёргея отойти к Пешту. Хотя 2 июля в сражении при Аче (Вторая битва при Комароме) австрийцы не добились успеха, после проигрыша 11 июля третьего сражения при Комароме по настоянию Кошута 13 июля Вехнедунайская армия Гёргея (36-40 тыс. человек) вынуждена была покинуть крепость (оставив в ней корпус Клапки) и двинулась на восток по северному берегу Дуная в направлении Ваца. В боях 15 — 17 июля Гёргею удалось захватить Вац у русских, отразить атаки отряда генерала Засса, потери которого составили 400 солдат (половина от всех боевых потерь за весь Венгерский поход), а затем отступить на северо-восток. 3 (15) июля 1849 года, опасаясь выхода в свой тыл основной венгерской армии, фельдмаршал Паскевич отдал приказ об отходе из Мишкольца.
С кровопролитными последующими боями (23, 25-26, 28 июля), примерно повторяя маршрут зимней кампании, Гёргей двинулся на Токай и сумел удержать главные силы русских вдали от венгерской армии. Двигаясь на юго-восток, 10 (22) июля 1849 года Гёргей достиг Мишкольца, который был оставлен русской армией. Когда сюда двинулся 4-й корпус генерала Чеодаева, Гёргей, не задержавшись в Мишкольце, двинулся далее. Русские войска преследовали венгров, заняв силами Селенгинского полка оставленный ими Мишкольц 13 (25) июля 1849. Опередив русских, Гёргей переправился через Тису у Токая и через Ньиредьхазу двинулся в сторону Надьварада. 1 августа русский отряд Сакена занял Токай.
После ухода Гёргея из Комарома, австрийская 45-и тысячная армия Гайнау двинулась на Пешт и заняла его 12 (24) июля 1849 года. Венгерское правительство тем временем эвакуировалось в Сегеду, где венгры сосредоточили «южную» армию под командованием Дембинского. Гайнау планировал соединиться с Елачичем и деблокировать Рукавину в Тимишоаре.
30 июля Гёргей разделил свою армию на две части, чтобы, пока он и основная часть армии двигались к Араду, I-й корпус Йожефа Надьшандора, двигаясь параллельно и западнее к Дебрецену, задержал русские войска. 21 июля (2 августа) 1849 года, по приближении сил русской армии (62 тыс. человек, 298 орудий), корпус Надьшандора (8 тыс. человек, 41 орудие) вступил в бой у Дебрецена, потерпел поражение, но остатки его корпуса успели отойти на Гросвардейн. Потери русских составили 337 человек убитыми и ранеными, потери венгров — 1901. В этот же день русская армия заняла Дебрецен.
Император Николай I был впечатлён блестящим марш-манёвром Гёргея и дважды сравнивал его с Наполеоном, написав Паскевичу: «Тот факт, что Гёргей, отступив из Комарома, сначала обошёл наш правый фланг, затем обогнул наш левый фланг, сделав такой огромный круг, затем прибыл на юг и соединился с главными войсками, поражает меня. И все это ему удалось сделать против ваших 120 000 храбрых и дисциплинированных воинов».

## Капитуляция

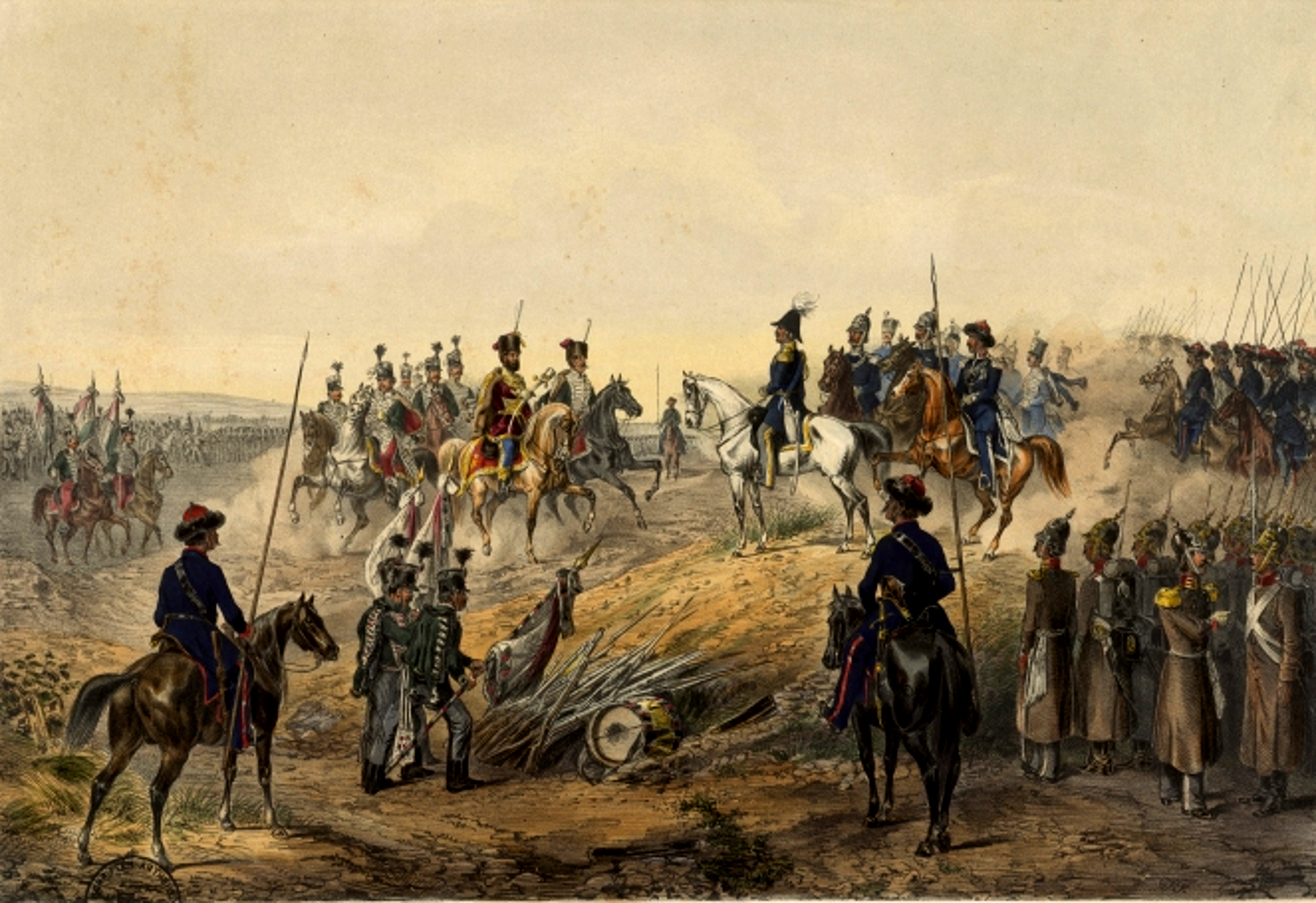
Капитуляция венгерской армии при Вилагоше

По приказу Кошута вокруг Сегеда к началу августа под командованием генерал-лейтенанта Хенрика Дембинского были сосредоточены 78 000 венгерских солдат. Но Дембинский не стал защищать укрепления Сегеда и, отступив на левый берег Тисы, 5 августа вступил в сражение с Гайнау у Сёрега и проиграл его. Вместо того, чтобы двинуться на север, на Арад, куда направлялась Верхнедунайская армия генерала Артура Гёргея, и, соединившись с ними и имея значительное численное превосходство, попытаться разгромить армию Гайнау, он двинулся со своими войсками на юг, к Темешвару, где южная армия, уже возглавленная прибывшим из Трансильвании Юзефом Бемом, 9 августа потерпела решающее поражение от австрийцев. Остатки деморализованной южной армии отступили к Лугошу. С крепости Темешвар австрийцами была снята осада.
Гёргей, дошедший со своей Верхнедунайской армией до Арада, узнал о поражении при Темешваре и подходе с юга австрийского корпуса Шлика. В это же время с севера от Дебрецена приближался авангард русской армии. Осознавая, что дальнейшее продолжение борьбы, кроме разорения страны, ничего не обещает, Гёргей, с согласия Кошута и поддержке генералитета, приняв на себя обязанности диктатора, 1 (13) августа 1849 года в окрестностях селения Вилагош у Арада сложил оружие с армией в 30 000 человек, при 144 орудиях, перед русским 3-м корпусом Ридигера.
17 августа Дамьянич сдал русским Арад. 26 августа Мункач также открыл свои ворота перед царскими войсками. Остатки южной венгерской армии, преследуемые австрийцами, были рассеяны. Часть их ушла в Трансильванию, часть — за турецкую границу. Отряд Вечея, повернувший навстречу Гёргею, у селения Борошьенё, узнав о его судьбе, также сложил оружие. 7 сентября генерал-майор Пал Кишш сдал отряду Елачича крепость Петервардейн. Дальнейшие действия союзников свелись к разгрому мелких венгерских отрядов.
Дольше других держалась крепость Комаром. Её комендант генерал Дьёрдь Клапка, после ухода главных сил австрийской армии Гайнау на юг, действовал настолько успешно, что австрийский блокадный корпус оказался в весьма трудном положении, и только прибытие к нему русского отряд Граббе изменило положение дела. После долгих переговоров, в обмен на безнаказанность защитников, со 2 по 4 октября Клапка капитулировал на весьма почётных условиях.

## Завершающие бои в Трансильвании

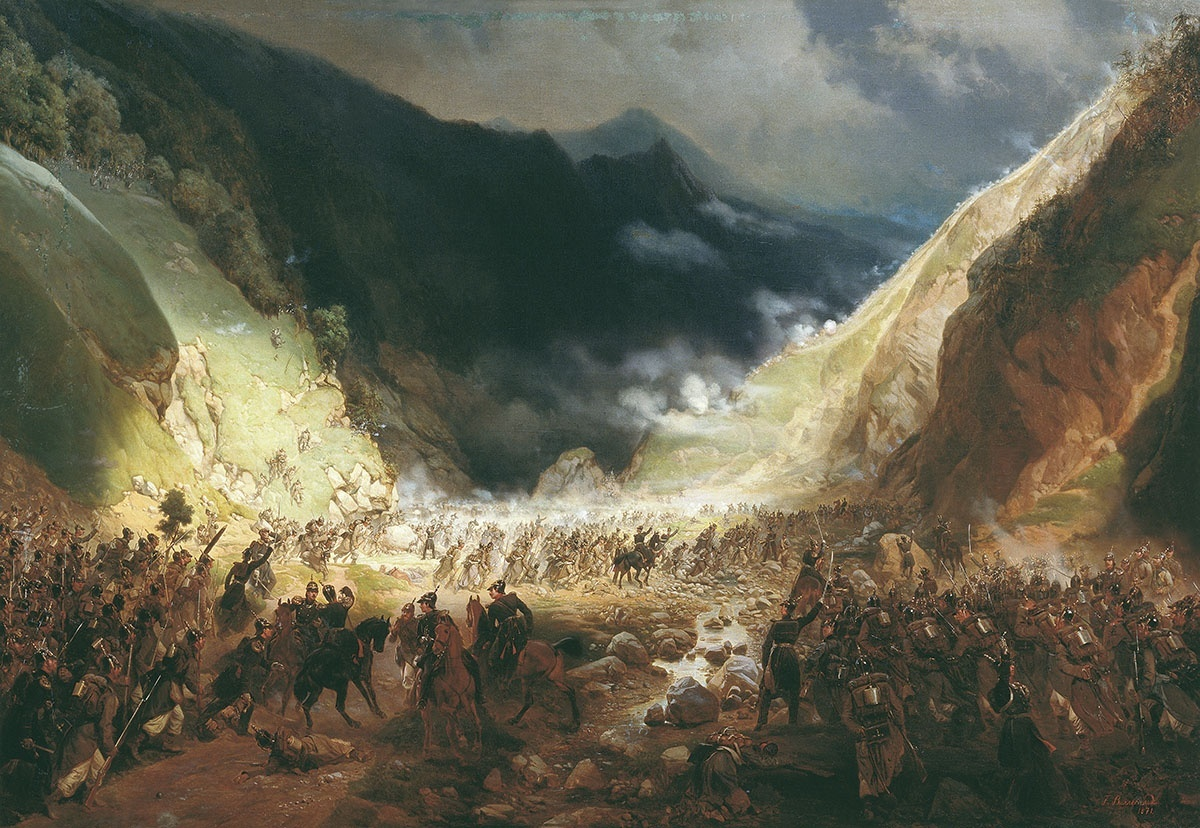
Б. П. Виллевальде. Бой в Роттентурмском ущелье, Трансильвания

Против 32-и тысячной армии Юзефа Бема, из Валахии был послан 5-й корпус генерала Лидерса (26 тыс. человек). Из Буковины ему навстречу вышел отряд генерала Гротенгельма (11 тыс. человек). В подчинение Лидерсу переходили остатки австрийских войск, оттесненных венграми в Западную Валахию (10-ти тысячный отряд графа Клам-Галласа).
8 (20) июня 1849 года отряд Лидерса, пройдя Южные Карпаты через Предял, штурмом взял Брашов (Кронштадт). Потери венгров составили 400 человек, русских — 126. 1 (13) июля 1849 года отряд Энгельгардта внезапным нападением овладел цитаделью Фогараша. 7 (19) июля 1849 года Юзеф Бем сосредоточил значительные силы (12 тыс. человек) в Меркуря-Чук, откуда он совершил набег на Молдову, оставив часть войск для заслона против наступающих австро-русских войск. Спустя неделю Бем вернулся в Трансильванию. 9 (21) июля 1849 года Лидерс взял Сибиу (Германштадт), гарнизон которого ещё накануне отошёл к Медиашу. 11 (23) июля 1849 года наступающий с севера Гротенгельм, рассеяв венгерский отряд, занял Сасреген. 14 (26) июля 1849 года Лидерс выступил из Сибиу и, спустя 3 дня, достиг Сигишоара. Тем временем венгерский отряд Штейна атаковал Сибиу, где остался русский гарнизон Гасфорда. 19 (31) июля 1849 года состоялось сражение при Сегешваре, где Бем попытался атаковать Лидерса. Бем был разгромлен. Однако 22 июля (3 августа) 1849 года он был уже в Медиаше, а 23 июля (4 августа) 1849 года возглавил новый отряд и попытался атаковать Сибиу. Разгадав его намерения Лидерс также устремился за ним. 25 июля (6 августа) 1849 года у Сибиу произошёл последний бой, завершивший бои в Трансильвании. Остатки венгерских войск отошли на запад или юг.
30 июля (11 августа) 1849 года Лидерс выступил из Германштадта к Карлсбургу, рассеяв на следующий день венгерский отряд Штейна, он снял осаду города. 5 (17) августа 1849 года пришло известие о капитуляции Гёргея, и Лидерс послал венграм предложение о сдаче. 18 августа в Деве офицеры расформированной южно-трансильванской армии под командованием полковника Йожефа Беке сдались войскам Лидерса, на следующий день в Карансебеше остатки IX и X корпусов во главе с генерал-майором Дессевфи также капитулировали. Наконец, 24-25 августа дивизия Казинци также сдалась русским у Жибо.

## Потери
Потери русской армии в ходе Венгерского похода составили 708 убитых, 2447 раненых и 10 885 умерших от болезней. Кроме того, чрезвычайные расходы для войск, находившихся на военном положении в Венгрии и России, а также продовольствие армии на театре войны, составили около 47,5 миллионов рублей.
Потери австрийской армии составили 16600 убитыми и ранеными, а также 41 тыс. умерших от болезней.
Венгерские потери составили 24 тыс. человек.

## Стратегия и тактика
Деятельности двух главных групп русских войск Паскевича в Венгрии и Лидерса в Трансильвании, оцениваются по разному. Паскевич действовал чрезмерно осторожно, преувеличивая численность противника, совершал много манёвров, избегая решительного сражения. Имея численный перевес, Паскевич несколько раз упустил возможность разгромить венгров. Действия генерала Лидерса в Трансильвании, наоборот, отличались решительностью и энергией. Уступая в численности противнику и имея в тылу враждебное население, он рядом последовательных и победоносных ударов разбивает повстанцев Бема. Венгерская кампания в целом оказала неблагоприятное влияние на развитие военного дела в русской армии. Лёгкие успехи и лёгкие победы, восхваление со стороны австрийцев, вызвали усыпление внимания к существовавшим в русской армии непорядкам. Отсутствие критических выводов выразилось в застое в военном деле, что и было одной из причин, приведших Россию к поражениям в Крымской войне.